# Pherosphaera hookeriana
Pherosphaera hookeriana — вид хвойних рослин родини подокарпових.
Вид названий на честь англійського ботаніка Джозефа Долтона Гукера (1817—1911).

## Опис
Кущ до 2,5 м заввишки, густо розгалужений. Гілки короткі і жорсткі. Листя до 1,5 мм в довжину і 1 мм шириною. Насіння ≈ 1 мм в діаметрі. Інші характеристики, як для роду Pherosphaera.

## Поширення, екологія
Країни поширення: Австралія (Тасманія). Росте в субальпійських районах Тасманійського високогір'я, як правило, вище 1000 м над рівнем моря. Часто трапляється у вологих болотах і часто оточує озера і ставки, численні в цих горах. Кількість опади висока і відбуваються вони цілий рік; температура прохолодна з мокрим снігом і снігом, які падають у більшості місяців року, але в основному в зимовий період. Там немає тривалого періоду сніжного покриву, оскільки клімат дуже океанічний. Ґрунти це кислі граніти, габро, і гнейси і вода, які мають низьку рН 4,5-5 в середньому. Цей вид часто асоціюється з Athrotaxis cupressoides, Microcachrys tetragona і, як правило, на дещо сухих ділянках, з Diselma archeri; частими покритонасінними є Nothofagus gunnii, Richea pandanifolia, Richea scoparia, Eucalyptus coccifera, і торф'яні мохи (сфагнум) покривають землю в багатьох місцях.

## Використання
Рідкісний чагарник у вирощуванні.

## Загрози та охорона
Існує потенційна загроза від пожеж в деяких областях. Дослідження показали, що вид дуже повільно відновлюється на спалених місцях. Росте в Національних парках англ. Mt Field, Franklin-Gordon Wild Rivers, Southwest St Clair, Cradle Mountain-Lake St Clair. Майже всі відомі місця зростання знаходяться в межах охоронних територій.